# Kastenschloss

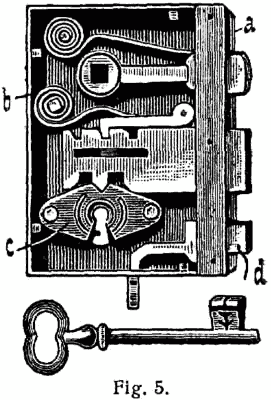
Historisches Kastenschloss (für türinnenseitige Montage)
Oben: Hebefalle (a)
Mitte: Zuhaltefeder (b) für Riegel
Unten: Schlüsselhaus (c), Nachtschieber (d)

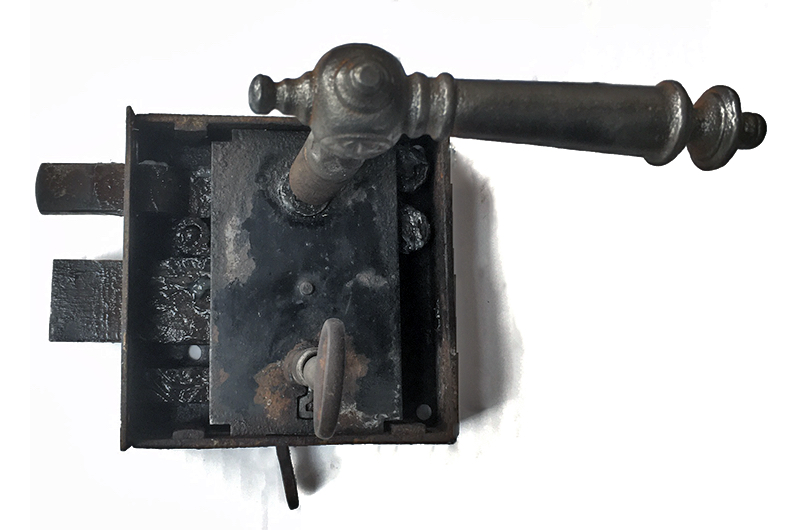
Hebefallen-Riegel Kastenschloss mit Nachtriegel, von der Türseite gesehen

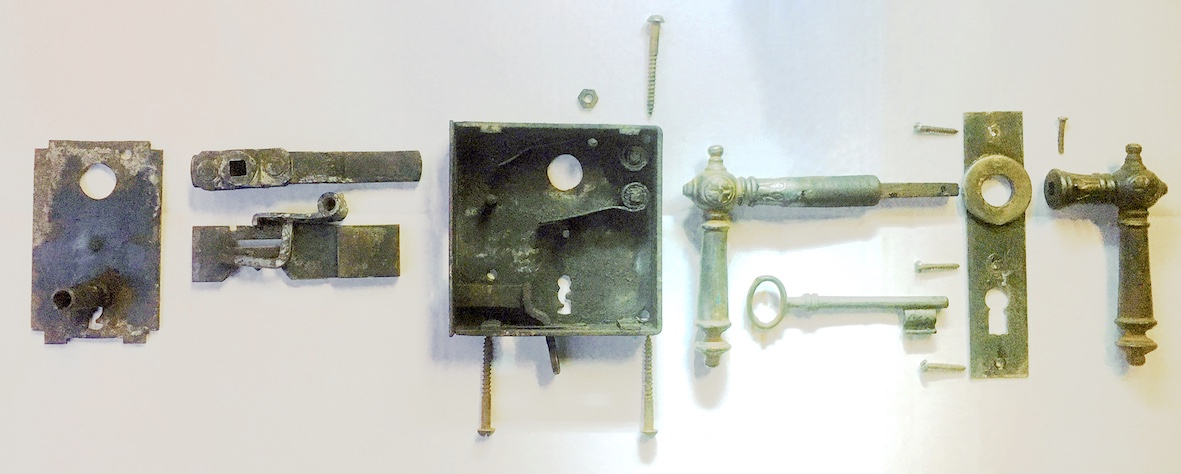
Altes Kastenschloss in Einzelteile zerlegt: (rechts oben nach lks unten) Schlossabdeckblech, Heberiegel, Schiebefalle mit Federzuhaltung, Schlosskasten von innen mit Nachtriegel und zwei vernieteten Federn, Nachtriegel in offener Position, drei Befestigungsschrauben und Mutter) Türdrücker außen, Schlüssel dazupassend, Langschild für außen mit Schrauben, Türdrücker außen mit Stift

Das Kastenschloss heißt auch Anbauschloss oder Aufsatzschloss.
Ein Kastenschloss diente früher vorrangig zur Sicherung von Häusern, Türen oder Möbeln. Es wird auf der Innenseite einer Tür, z. B. Haustür oder Wohnungstür, z. B. als Zylinder-Kastenschloss als zusätzliche Türsicherung aufgesetzt. Gleiches gilt für Kastenschlösser an Möbeln bzw. Truhen. Anstelle eines Kastenschlosses wird heute meistens ein Einsteckschloss verwendet.
Die verschiedenen Arten eines Kastenschlosses sind: Kasten-Fallenschloss, Kasten-Riegelschloss, Kasten-Fallen-Riegelschloss mit Fallenzieher und Kastenschloss mit Sperrbügel (mit zusätzlicher Türspaltsperre). Verwendung: für Einwärtstüren (nach innen öffnende Türen). Kastenschlösser haben ein festes oder variables Dornmaß und sind meist für rechte und linke Falztüren und Stumpftüren verwendbar. In Deutschland wurden bzw. werden sie meist mit Türdrückern (umgangssprachlich: Klinken) verwendet, während in Frankreich und England Drehknäufe üblich sind. Kastenschlösser wurden bei vielen Anwendungen heute durch die eleganter wirkenden Einsteckschlösser ersetzt. Diese lassen sich bei geschlossener Tür nicht einfach abschrauben, was ein Nachteil einfacher Kastenschlösser ist.
Kastenschlösser besitzen allerdings den Vorteil, dass zu ihrer Montage nur zwei Bohrungen in der Tür (für Drücker und Schlüssel) notwendig sind. Sie sind daher leichter zu montieren und können auch an Türen angebracht werden, deren geringe Stärke den Einbau eines Einsteckschlosses nicht zulässt. Kastenschlösser werden daher heute meist nur noch an einfachen, rein zweckmäßigen Türen verwendet, z. B. bei Kellerräumen oder an Schuppen und Gartenlauben. Für die Verwendung in der Denkmalpflege und bei der stilgerechten Restaurierung alter Gebäude werden Nachbauten historischer Kastenschlösser hergestellt.
Eine in Deutschland früher verbreitete Sonderform ist das sog. Knebeldrückerschloss – hier ist der auf der Schlossseite sitzende Drücker fest am Schloss montiert und tritt oben aus dem Schlosskasten heraus, der äußere Drücker ist wie gewöhnlich mit einem Vierkant durch die Tür ins Schloss eingesteckt und wird innen mit einer Mutter gesichert. Durch diese Konstruktion ist es ausgeschlossen, dass sich der Drücker auf der Innenseite löst und das Schloss dann von innen nicht mehr geöffnet werden kann. Sollte sich der äußere Drücker lösen, kann er einfach wieder eingesteckt werden, da er ja mit einem Vierkant versehen ist.
Diese Schlösser besitzen meist, wie viele alte Kastenschlösser, eine hebende Falle, häufig findet man auch Nachtriegel oder -schieber, das ist ein zusätzlicher Riegel, der nur von der Seite, auf der das Schloss sitzt (also meist Innen), geöffnet werden kann.
Üblicherweise wird ein Kastenschloß auf der Bandseite montiert – also außerhalb der Türzarge. An dieser wird als Gegenstück ein Schließhaken aufgeschraubt, auch als Schlossbügel, Schlossfalle oder Schließkloben bezeichnet. Wird ein Kastenschloß auf der gegenüber liegenden Seite montiert, so wird als Gegenstück ein Schließblech verwendet.
In Altbauhäusern mit Außentoilette auf der Zwischenetage (manchmal auch bei Abstellkammern im Inneren der Wohnung) kamen spezielle Kastenschlösser zum Einsatz, so genannte Knopfriegel- oder Kabusenschlösser. Sie besitzen eine Falle, aber keinen Riegel. Anders als bei den üblichen Kastenschlössern für Zimmertüren wird die Falle aber von außen nicht mit einem Türdrücker, sondern mit einem Schlüssel geöffnet, von innen durch Ziehen an einem Knopf. Die Tür muss daher nicht abgeschlossen werden, es genügt den Schlüssel herauszuziehen und mitzunehmen. Die meisten dieser Schlösser besitzen zusätzlich einen Hebel, mit dem das Schloss von innen (also wenn die Toilette benutzt wird) versperrt werden kann. Andererseits ist ein Abschließen von außen nicht möglich, da das Schloss jederzeit von Innen durch Ziehen am Knopf geöffnet werden kann – so konnte kein Toilettenbenutzer absichtlich oder unabsichtlich eingeschlossen werden.